# Nyaruhandaza
Nyaruhandaza är ett periodiskt vattendrag i Burundi.   Det ligger i provinsen Makamba, i den södra delen av landet, 120 km sydost om huvudstaden Bujumbura.
Omgivningarna runt Nyaruhandaza är en mosaik av jordbruksmark och naturlig växtlighet. Runt Nyaruhandaza är det ganska tätbefolkat, med 83 invånare per kvadratkilometer.